# Кръсте Мисирков
Кръсте (Кръстю, Кръсто или Кръстьо) Петков Мисирков (на македонска литературна норма: Крсте Петков Мисирков; на румънски: Cresto Misircov) е български филолог и публицист. Неговото българско самосъзнание, както и националното му самоопределение и възгледи са противоречиво възприемани и тълкувани. За съществуването на подобен разнобой при възприемането на неговото дело и обществени приноси, заслугата е освен на дълго налаганата официозна доктрина на македонизма в Северна Македония, така и на самия Мисирков, който е крайно непоследователен при застъпването и отстояването на различни свои виждания за бъдещото общественополитическо развитие на родната му област Македония.
Като член на студентския Таен македоно-одрински кръжок в Санкт Петербург, Русия използва псевдонима Секъл.

## Биография
Житейският път на Кръстьо Мисирков е изпълнен с редица премеждия, превратности и пътувания. Предвид на изявите му, които са доста противоречиви през отделните периоди, непоследователни, а понякога направо парадоксални или „екстравагантни“, са изказвани различни и често взаимно изключващи се мнения за него, които дават коренно противоположни оценки за личността му.

### Ранни години
Роден е в село Постол, Ениджевардарско, тогава част от Османската империя. Завършва гръцко основно училище в родното си село, след което, привлечен от сръбската пропаганда, заминава да продължи учението си в Кралство Сърбия.

### Сръбски период
От есента на 1889 година е ученик в Белградската гимназия като стипендиант на дружество „Свети Сава“ под името Кръста Петкович. През февруари 1890 година Мисирков, заедно с 39 разбунтували се ученици и студенти родом от Македония, напуска Белград и продължава учението си в София като стипендиант, където престоява около година. От декември 1890 година Мисирков отново е стипендиант на сръбската държава в Белград. Тук постъпва в организираното от сръбската пропаганда Богословско училище, поставящо си за цел да подготви свещеници и учители за Македония. Поради бунт в училището и последвалото му разформироване, Мисирков заминава за Шабац, където се записва в местната гимназия. През 1892 година се прехвърля от Шабац пак в Белград в тригодишната Учителска школа. През 1893 година със свои другари основава под въздействие на македонистичното учение на Стоян Новакович ученическо дружество „Вардар“ с цел поддържане на македонистки дух сред добре приетите в Сърбия ученици от Македония. През 1895 Мисирков завършва Учителската школа и е назначен за учител в Прищина.

### Първи руски период
Вместо за Прищина Мисирков заминава за Одеса да продължи образованието си. Понеже дипломата му от Белград не е призната, той следва две години в Полтавската духовна семинария, която завършва в 1897 година. Същата година се записва за студент в Историко-филологическия факултет на университета в Петербург. През 1900 година е един от първите младежи, записали се в основания в имперската столица Таен македоно-одрински кръжок, на който по-късно става и председател. Мотивите си за участие в кръжока в писмо от 28 ноември 1900 година до председателя на Върховния македоно-одрински комитет в София излага така: 
| „ | Известно е, че няма българин, който да не се интересува от положението и съдбата на онази страна от отечеството ни, която до днес стене под игото на Турция. | “ |

Мисирков завършва Петербургския университет с отличен успех, след което е приет за следдипломни проучвания при проф. П. Л. Лавров с дипломна работа „Към въпроса за народността и причините за популярността на Крали Марко“. През този период влиза във връзка и общение с много видни руски учени слависти като Владимир Ламански, А. Бодуен дьо Куртене, И. А. Лавров, П. Н. Милюков, Г. Илински, Т. Д. Флорински, Б. М. Ляпунов. Поради финансова оскъдица Мисирков не може да продължи следуниверситетската си подготовка и приема предложението на Екзархията да бъде назначен за учител в Битолската мъжка гимназия.

### Македонски период
В Битоля Мисирков освен с гимназиалното учителствуване се заема и с домашното обучение и подготовка на децата на руския консул в града А. А. Ростковски. След убийството на консула (на което става неволен свидетел) той заминава отново за Русия.

### Втори руски период
В Русия той оформя книгата си „За македонцките работи“. Впоследствие пътува до София за издаване на книгата, което става с финансовата подкрепа от кръгове в Русия, а голямо количество от нея е закупено от сръбския дипломатически агент в София по настояване на Стоян Новакович. От България тръгва към Белград, при което се среща със Стоян Новакович. От Белград се връща в Русия като учител в Бердянск, Одеса и Кишинев. През 1905 година издава един брой на списание Вардар. Учителствува и в Кишинев. От април 1907 г. започва да сътрудничи на издаваното в София списание „Македоно-одрински преглед“, представляващо печатен орган на ВМОРО. В него печати своя труд „Бележки по южнославянска филология и история“. През 1909 г. Мисирков отпечатва в Одеса в отделна брошура труда си „Южнославянски епически предания за женитбата на крал Вълкашин във връзка с въпроса за причините за популярността на крали Марко сред южните славяни“, както и статията си „Основите на едно сръбско-българско сближение“ в сп. „Българска сбирка“, в която признава, че идеята за наличието на отделна „македонска нация“ е измислена от сърбите, след като не успяват да изкарат местното славянско население на Македония за „чисто сръбско“ или „неутрално“ между сърби и българи. По времето когато се провежда Славянския събор в София през 1910 г. К. Мисирков присъства като негов почетен гост. През 1910 – 1911 г. той превежда от български на руски език книгата на проф. Анастас Иширков „България“.

### По време на войните
Коментирайки кланетата над Българите в Македония след Магарешките атентати в своя статия за вестник "Одеский голось" от 2 август 1912 година говори за Македонски Българи, Български елемент и Български революционери и елит в областта. По време на Балканската война Мисирков е заедно с българските войски, като кореспондент на руски вестници. Между Двете Балкански войни пише до българския пълномощен министър в Русия Стефан Бобчев да принуди Русия да осигури спазването от сръбска страна на договора ѝ с България или да осигури Руска поддръжка за България при бъдещата ѝ война със Сърбия и за получаване на Спорната зона, чието създаване Мисирков критикува, защото в нея са били включени Скопие и региона му, за които Мисирков заявява, че са с чисто Българско население, и изразява надеждата, че Русия няма да изостави Македонските Българи. При избухването на Междусъюзническата война бързо се връща в Русия. През 1914 година, след избухването на Първата световна война, от Одеса той пътува до Киев и Петербург, където води разговори с руските водещи политически дейци по въпроса за Македония. През 1914 г. участва в основаването на Българското културно-просветно и благотворително дружество „Братство“ в Одеса. След Октомврийската революция (1917) Бесарабия се обявява за независима. К. Мисирков е избран за депутат от българското население в учредения Бесарабски парламент в Кишинев, като същевременно е секретар на българо-гагаузко-немската училищно-просветна комисия в Бесарабия. По-късно, през 1918 година, Бесарабия е присъединена към Румъния, която е във война с България. Така Мисирков е екстрадиран в България.

### Български период
В края на Първата световна война Мисирков се завръща в София, където по-късно умира. През този последен период в живота си работи последователно в Етнографския музей в София и като учител и директор на гимназиите в Карлово и Копривщица. Пише около 30 Български националистически статии. Във вестник „Илинден“ на 3 март 1923 година пише статията си „Оптимизъм и песимизъм“, в която заявява, че Македония щяла да се освободи от сърбо-гръцкото робство, както Полша след Първата световна война се възстановила като държава, защото в нея преди Балканските войни турците е трябвало да учат Български дори в градовете, както в Полша руснаците е трябвало да общуват с поданиците си на полски, и следователно Македонските българи няма да заменят езика си със сръбски и гръцки. В друг негов материал – „Противоядие“, поместен във вестник „Пирин“ на 10 януари 1924 година заявява, че сърбите са отнели на местното славянско население на Вардарска Македония правото да се самоопределя като българско, и твърдят, че те били „сърби“, „българизирани“ през Турското робство. В продължението на статията си заявява, че българската историография не заслужава никакви обвинения във „фалшификации“, но може да бъде обвинявана за пасивност по отношение на оборването на Великосръбските шовинистични тези. В статия за същия вестник от 3 февруари същата година заявява, че македонците няма защо да почитат сръбския покровител Свети Сава, понеже нито той, нито роднините му са българи, и че преди гореспоменатия да създаде Сръбската църква, тя е била отдалечена и нискокултурна епархия на Охридската архиепископия на цяла България и сърбите са започнали самостоятелен духовен живот векове след като Македония е имала своя Българска национална култура. По това време Мисирков става български поданик.
Умира в 1926 година. Погребан е в Централните софийски гробища.

## Национална принадлежност

### Преобладаващ възглед в Република България
Според българската гледна точка, макар че има колебания, в по-голямата част от своя живот и творчество, Кръсте Мисирков определя себе си като българин. Като такъв се определя както по време на по-голяма част от пребиваването си в България, така и извън нея. В Бесарабия, където Мисирков живее през 1913 – 1917 година, той е възприеман като българин, а през 1917 – 1918 година дори е депутат в местния парламент, представляващ българите.
През 1913 година, в писмо до академик Александър Теодоров-Балан, Мисирков пише „Като българин, аз на драго сърце бих си заминал за България, ако там се има нужда от моя труд по научното издирване съдбите на българските земи, особено на Македония.“
През 1924 година той пише: „Ние (в Македония) бяхме повече българи от онези в България“ и се застъпва за по-голяма България, обхващаща райони, които принадлежат на Кралството на сърбите, хърватите и словенците (дн. Северна Македония) и на Гърция. Статията е публикувана в отделна секция в българския вестник „Мир“ през 1919 година, където той причислява области на Македония, окупирани от Сърбия, като част от българското землище.

Също така през 1919 година пише в софийския вестник „20 юли“ следното: 
| „ | Дали ние наричаме себе си българи или македонци не е от значение, защото ние винаги ще се отделяме от сърбите и ще имаме българско самосъзнание. | “ |

 Смята се, че неговите текстове са значително променени по времето на комунистическия режим в Югославия, за да поддържа представата за македонска нация, различна от българската.
Българските историци отбелязват, че Мисирков избира българското гражданство и че той живее в София, където работи за по-велика България до своята смърт през 1926 година. Погребан е в централните гробища в София.
През 2013 година община Благоевград закупува архив, съдържащ писма, снимки, вещи, дневници, карти и други на различни дейци и ръководители на ВМОРО. Колекцията включва и оригинални снимки на Мисирков, както и негов личен дневник от времето му като учител в Битоля през 1903 година.

### Преобладаващ възглед в Северна Македония
Според македонистката гледна точка Кръсте Мисирков е най-бележитият македонски публицист, филолог и лингвист, който изработва принципите на македонския литературен език в началото на XX век. В края на ХХ век в Северна Македония Мисирков е обявен за „македонецот на ХХ-от век“.
Мненията му относно политическите и националните въпроси на неговото време изразяват борбата на македонските интелектуалци за освобождаване на македонците от османско владичество и създаването на независима македонска държава. През 1903 година, докато е в София, той публикува книгата „За македонцките работи“, в която поставя основите на днешния македонски език. Според тази книга за база на създаването на македонския език трябва да се използват диалектите, говорени от населението в централните части на Вардарска Македония. Мисирков използва тези народни говори при написването на своята брошура. Принципите на публициста играят важна роля при създаването на модерния македонски език малко след Втората световна война.
Докато през по-голямата част от живота си той се обявява за българин, две години преди смъртта си той частично се възвръща към македонистките си възгледи. Неговото етническо македонско самосъзнание е явно показано в една от неговите последни статии преди да почине: „Съзнателно чувствам себе си за македонец и това трябва да стои по-високо от всичко на този свят. Македонците не трябва да позволяват да бъдат асимилирани и изгубени, живеейки сред сърбите и българите. Ние можем да признаем близостта си с тях, но ние трябва да ги оценим от гледната точка на македонската позиция.“ Въпреки тези колебания, в последните три статии преди смъртта си Мисирков отново заема ясна пробългарска позиция.

## Мнения
По отношение екстравагантността на някои мнения и възгледи у Мисирков, българските историци са изказвали най-различни предположения.
Българският историк Божидар Димитров в книгата си „Десетте лъжи на македонизма“ без да се аргументира с документални източници твърди, че Кръстьо Мисирков е бил агент на българското военно разузнаване. С най-оспорваната му творба – брошурата „За македонцките работи“ /издадена в София/ е направен опит за неговото внедряване във висшите политически кръгове на Сърбия и Русия.
В книгата си „Изследване на публицистичната дейност на Кръстьо Мисирков“ професор Веселин Трайков достига до извода, че за да се даде безпристрастна оценка на Мисирков, то обществените му изяви трябва да се изследват и преценяват в тяхната съвкупност, въпреки неговите идейнополитически лъкатушения по македонския въпрос. Следствие от анализа са изведени няколко несъмнено безпристрастни извода, като този, че Мисирков критикува българската държавна политика по отношение на Македония за нейната непоследователност /особено остро се изказва срещу сключения договор с анекс между България и Сърбия, определящ територията на Вардарска Македония за „безспорно“ и „спорно“ българска по отношение на сръбските претенции спрямо територията ѝ, превърнала се вследствие от сръбската окупация в „Южна Сърбия“/. На анализаторите прави впечатление обстоятелството, че Мисирков издига лозунга за „Автономна Македония – Швейцария на Балканите“ в трудни за България външнополитически моменти /след краха на Илинденско-Преображенското въстание и Ньойския договор/, когато цялата или почти цялата територия на Македония е във владение на българските противници – Османската империя, Кралство Сърбия, Кралство Гърция, Югославия.

Кръстьо Мисирков още в посвещението си към Гаврил Занетов с първата своя публикация „Бележки по южно-славянска филология и история /към въпроса за пограничната линия между българския и сърбо-хърватския езици и народи/“ след най-дискутирания му труд „За македонцките работи“ се отрича от научната стойност на брошурата, като заявява: 
| „ | ..., както и всичкото съдържание на брошурата до толкова далеч стоеха от безпристрастната наука, щото аз счетох за крайно неудобно да се срещна през двумесечното живеене в София с какъвто и да е от софийските филолози и историци. С това разбира се аз нанесох силен удар на научните си интереси и занятия. | “ |

В тази насока е и мнението на известния хърватски историк и специалист по балканска история Иво Банац, който е професор в Йейлския университет. Той смята, че за съществуването на македонска нация може да се говори от втората половина на XX век, а наченки на македонско етническо самоопределение се появяват у отделни интелектуалци през 20-те и 30-те години на миналото столетие. Според него, от една страна Мисирков е представител на един по-широк български патриотизъм, който се основава главно на сродност на (двата) езика и на неговите пробългарски възгледи, които той споделя открито срещу сърбите (и преди тях срещу гърците). От друга страна, когато става въпрос за македонско национално и културно разграничение в рамките на голямата българска общност, възгледите на Мисирков трябва да се разбират повече във филологически, а не в етнонационален смисъл.

В заключение към мненията за Мисирков следва да се изтъкне обстоятелството, че явно благодарение на неговите лъкатушения той е първият български учен филолог, който не е възпрепятстван от сръбските власти и успява на място в Сръбското Кралство да изследва моравското наречие, същевременно имайки за цел да събере и изворов материал за него. Филоложките му заключения за българския характер на този за Мисирков краен западнобългарски диалект (наричан впоследствие в различните му наречия от българските филолози преходни говори) се потвърждават и от докладите на българските учени, взели участие в Научната експедиция в Македония и Поморавието в годините на Първата световна война (1915 – 1918). В тази връзка ето какво твърди Мисирков в 1909 година: 
| „ | Сега няколко думи за характера на борбата на Сърбия с българския народ. Преди всичко в Сърбия се пазеше една тайна върху особеностите на наречията, особено на Моравското наречие. Миличевич и Карич дадоха най-повърхностни описания на говорите на това наречие. Струва ми се, че най-пълно описание на това наречие дадох аз. Сръбските филолози нищо не прибавиха към казаното от мен, т.е. продължаваха по-предишната политика на скриване на любопитните особености. | “ |

## Политически възгледи
За политическите виждания на Кръстьо Мисирков може да се съди от изложенията му в последните три негови статии преди смъртта му, чрез които той дейно участва в духовния живот на страната, избрал за своя родина. От тях ясно личи отношението му към зародилите се в българския политически живот социализъм, комунизъм, анархизъм и прочее „левичарства“ след националната катастрофа в Първата световна война, завършила за България с подписването на Ньойския договор. Отношението му към партиите изразители на тези идеологии в политическия живот на царството е крайно недобронамерено, каквото е и към властващия болшевизъм в близката до сърцето му Русия. Мисирков предлага противодействието да е чрез традиционалното и институционално укрепване на църквата, училището и казармата в българския обществен и духовен живот. На този фон звучат неуместно последвалите въздигания на Мисирков за „баща“ на македонския език и идентичност, които започват да бъдат официално налагани на обществеността във Вардарска Македония след Втората световна война.

## Публикации
1. Значението на моравското или ресавското наречие за съвременната и историческа етнография на Балканския полуостров
2. Бележки по южнославянската филология и история
3. Южнославянските етнически сказания за женитбата на крал Вълкашин във връзка с въпроса за причините за популярността на крал Марко сред южните славяни
4. Основите на едно сръбско-българско сближение
5. Бележки на Кръстьо Мисирков към труда „България“ на професор Анастас Иширков
6. Кланетата и интелигенцията в Македония
7. Сърбите и Душановата империя
8. Народният ни епос и Македония
9. Крали Марко
10. Сърбите и Илинденската 20-годишнина
11. Изходът
12. Противоядие
13. Св. Сава – Сръбска слава
14. Македонска култура
15. „Повече македонци“
16. Народността на македонците
17. Английска или сръбска статия
18. Македония и Пражкия конгрес
19. Сръбските закани
20. ИДО и Македония на македонците
21. „Международен език“
22. „Международен език“
23. Раздор или разбирателство
24. Пътят на примиринието
25. Три сказки в Карлово
26. Българското училище
27. Училището и социализмът
28. Сърбите и солунското поле